# Russ Conway (attore)
Russ Conway, pseudonimo di Russell Clarence Zink (Brandon, 25 aprile 1913 – Laguna Hills, 12 gennaio 2009), è stato un attore canadese naturalizzato statunitense.
Ha recitato in oltre 80 film dal 1947 al 1973 ed è apparso in 140 produzioni televisive dal 1951 al 1977. 
È stato accreditato anche con il nome Russell Conway.

## Biografia
Russ Conway nacque a Brandon, Manitoba, Canada, il 25 aprile 1913.
Morì a Laguna Hills, Orange County, il 12 gennaio 2009.

## Filmografia

### Cinema
- Addio all'esercito (Buck Privates Come Home), regia di Charles Barton (1947)
- Passione che uccide (The Web), regia di Michael Gordon (1947)
- Doppia vita (A Double Life), regia di George Cukor (1947)
- Dietro la maschera (Black Bart), regia di George Sherman (1948)
- La città nuda (The Naked City), regia di Jules Dassin (1948)
- Mr. Reckless, regia di Frank McDonald (1948)
- The Winner's Circle, regia di Felix E. Feist (1948)
- Il bacio di Venere (One Touch of Venus), regia di William A. Seiter (1948)
- Ladri in guanti gialli (Larceny), regia di George Sherman (1948)
- Non fidarti di tuo marito (An Innocent Affair), regia di Lloyd Bacon (1948)
- Il delitto del giudice (An Act of Murder), regia di Michael Gordon (1948)
- Viale Flamingo (Flamingo Road), regia di Michael Curtiz (1949)
- Occhio per occhio (Calamity Jane and Sam Bass), regia di George Sherman (1949)
- Caccia all'uomo nell'artide (Arctic Manhunt), regia di Ewing Scott (1949)
- Ero uno sposo di guerra (I Was a Male War Bride), regia di Howard Hawks (1949)
- Trapped, regia di Richard Fleischer (1949)
- L'ereditiera (The Heiress), regia di William Wyler (1949)
- The Lady Takes a Sailor, regia di Michael Curtiz (1949)
- Cielo di fuoco (Twelve O'Clock High), regia di Henry King (1949)
- Fuoco alle spalle (Backfire), regia di Vincent Sherman (1950)
- Bill sei grande! (When Willie Comes Marching Home), regia di John Ford (1950)
- Donna in fuga (Woman in Hiding), regia di Michael Gordon (1950)
- Military Academy with That Tenth Avenue Gang, regia di D. Ross Lederman (1950)
- Linciaggio (The Lawless), regia di Joseph Losey (1950)
- Accidenti che ragazza! (The Fuller Brush Girl), regia di Lloyd Bacon (1950)
- Prisoners in Petticoats, regia di Philip Ford (1950)
- Tre segreti (Three Secrets), regia di Robert Wise (1950)
- La banda dei tre stati (Highway 301), regia di Andrew L. Stone (1950)
- Butterfly americana (Call Me Mister), regia di Lloyd Bacon (1951)
- Tomahawk - Scure di guerra (Tomahawk), regia di George Sherman (1951)
- Gianni e Pinotto contro l'uomo invisibile (Abbott and Costello Meet the Invisible Man), regia di Charles Lamont (1951)
- I Was a Communist for the FBI, regia di Gordon Douglas (1951)
- Father Takes the Air, regia di Frank McDonald (1951)
- Let's Go Navy!, regia di William Beaudine (1951)
- You Never Can Tell, regia di Lou Breslow (1951)
- Volo su Marte (Flight to Mars), regia di Lesley Selander (1951)
- Colorado Sundown, regia di William Witney (1952)
- Il passo di Forte Osage (Fort Osage), regia di Lesley Selander (1952)
- I miei sei forzati (My Six Convicts), regia di Hugo Fregonese (1952)
- Jet Job, regia di William Beaudine (1952)
- Avvocato di me stesso (Young Man with Ideas), regia di Mitchell Leisen (1952)
- I banditi di Poker Flat (The Outcasts of Poker Flat), regia di Joseph M. Newman (1952)
- Il caporale Sam (Jumping Jacks), regia di Norman Taurog (1952)
- Corriere diplomatico (Diplomatic Courier), regia di Henry Hathaway (1952)
- Fearless Fagan, regia di Stanley Donen (1952)
- The Rose Bowl Story, regia di William Beaudine (1952)
- Uragano su Yalù (Battle Zone), regia di Lesley Selander (1952)
- Furore sulla città (The Turning Point), regia di William Dieterle (1952)
- Perdonami se mi ami (Because of You), regia di Joseph Pevney (1952)
- Girls in the Night, regia di Jack Arnold (1953)
- Destinazione Mongolia (Destination Gobi), regia di Robert Wise (1953)
- Viaggio al pianeta Venere (Abbott and Costello Go to Mars), regia di Charles Lamont (1953)
- Confessione di una ragazza (One Girl's Confession), regia di Hugo Haas (1953)
- Ma and Pa Kettle on Vacation, regia di Charles Lamont (1953)
- Safari Drums, regia di Ford Beebe (1953)
- Squadra omicidi (Vice Squad), regia di Arnold Laven (1953)
- La guerra dei mondi (The War of the Worlds), regia di Byron Haskin (1953)
- Hanno ucciso Vicki (Vicki), regia di Harry Horner (1953)
- Jennifer, regia di Joel Newton (1953)
- L'orma del leopardo (Killer Leopard), regia di Ford Beebe (1954)
- Gli sciacalli (The Looters), regia di Abner Biberman (1955)
- Top of the World, regia di Lewis R. Foster (1955)
- Terra infuocata (Tall Man Riding), regia di Lesley Selander (1955)
- Highway Hearing, regia di Jack Daniels (1956)
- Lassù qualcuno mi ama (Somebody Up There Likes Me), regia di Robert Wise (1956)
- Fratelli rivali (Love Me Tender), regia di Robert D. Webb (1956)
- Mezzanotte a San Francisco (The Midnight Story), regia di Joseph Pevney (1957)
- La donna del sogno (Bernardine), regia di Henry Levin (1957)
- La città del ricatto (Portland Exposé), regia di Harold D. Schuster (1957)
- Due gentiluomini attraverso il Giappone (Escapade in Japan), regia di Arthur Lubin (1957)
- I giganti toccano il cielo (Bombers B-52), regia di Gordon Douglas (1957)
- The Screaming Skull, regia di Alex Nicol (1958)
- Lo strano caso di David Gordon (Flood Tide), regia di Abner Biberman (1958)
- L'urlo dei comanches (Fort Dobbs), regia di Gordon Douglas (1958)
- Gli evasi del terrore (Voice in the Mirror), regia di Harry Keller (1958)
- Il riscatto di un gangster (Johnny Rocco), regia di Paul Landres (1958)
- Il letto di spine (The Bramble Bush), regia di Daniel Petrie (1960)
- Twelve Hours to Kill, regia di Edward L. Cahn (1960)
- Il grande impostore (The Great Impostor), regia di Robert Mulligan (1961)
- Che fine ha fatto Baby Jane? (What Ever Happened to Baby Jane?), regia di Robert Aldrich (1962)
- Gli impetuosi (The Lively Set), regia di Jack Arnold (1964)
- Il californiano (Guns of Diablo), regia di Boris Sagal (1965)
- Il nostro agente Flint (Our Man Flint), regia di Daniel Mann (1966)
- C'mon, Let's Live a Little, regia di David Butler (1967)
- Il massacro del giorno di San Valentino (The St. Valentine's Day Massacre), regia di Roger Corman (1967)
- Nanù, il figlio della giungla (The World's Greatest Athlete), regia di Robert Scheerer (1973)
- Interval, regia di Daniel Mann (1973)

### Televisione
- Le inchieste di Boston Blackie (Boston Blackie) – serie TV, episodio 1x13 (1951)
- Craig Kennedy, Criminologist – serie TV, un episodio (1952)
- Fireside Theatre – serie TV, un episodio (1952)
- My Hero – serie TV, un episodio (1953)
- Dragnet – serie TV, 3 episodi (1952-1953)
- McCoy of Abilene – film TV (1953)
- Mr. District Attorney – serie TV, un episodio (1954)
- Hopalong Cassidy – serie TV, un episodio (1954)
- The Cisco Kid – serie TV, 2 episodi (1954)
- Mr. & Mrs. North – serie TV, un episodio (1954)
- City Detective – serie TV, un episodio (1954)
- The Pepsi-Cola Playhouse – serie TV, un episodio (1954)
- Waterfront – serie TV, 2 episodi (1954-1955)
- Crown Theatre with Gloria Swanson – serie TV, un episodio (1955)
- The Whistler – serie TV, episodio 1x23 (1955)
- The Man Behind the Badge – serie TV, un episodio (1955)
- TV Reader's Digest – serie TV, episodio 1x08 (1955)
- Stage 7 – serie TV, episodi 1x01-1x08 (1955)
- The Star and the Story – serie TV, episodio 1x12 (1955)
- Treasury Men in Action – serie TV, 4 episodi (1955)
- The Public Defender – serie TV, 3 episodi (1954-1955)
- The Lone Wolf – serie TV, un episodio (1955)
- Il cavaliere solitario (The Lone Ranger) – serie TV, 4 episodi (1950-1955)
- Scienza e fantasia (Science Fiction Theatre) – serie TV, episodi 1x16-1x37 (1955-1956)
- Schlitz Playhouse of Stars – serie TV, 3 episodi (1953-1955)
- You Are There – serie TV, 7 episodi (1953-1955)
- Chevron Hall of Stars – serie TV, un episodio (1956)
- Cavalcade of America – serie TV, un episodio (1956)
- Letter to Loretta – serie TV, 2 episodi (1955-1956)
- Four Star Playhouse – serie TV, 2 episodi (1952-1956)
- Screen Directors Playhouse – serie TV, episodio 1x25 (1956)
- Combat Sergeant – serie TV, episodio 1x13 (1956)
- The Hardy Boys: The Mystery of the Applegate Treasure – serie TV, 15 episodi (1956)
- Navy Log – serie TV, episodio 2x03 (1956)
- The Gray Ghost – serie TV, episodio 1x18 (1957)
- The Hardy Boys: The Mystery of the Ghost Farm – serie TV (1957)
- Telephone Time – serie TV, episodi 2x15-2x26 (1956-1957)
- Matinee Theatre – serie TV, un episodio (1957)
- Crossroads – serie TV, episodio 2x39 (1957)
- The Web – serie TV, un episodio (1957)
- Official Detective – serie TV, un episodio (1957)
- Have Gun - Will Travel – serie TV, episodio 1x09 (1957)
- Il tenente Ballinger (M Squad) – serie TV, episodio 1x09 (1957)
- Casey Jones – serie TV, un episodio (1957)
- The Millionaire – serie TV, 4 episodi (1955-1958)
- Maverick – serie TV, episodio 1x16 (1958)
- Cheyenne – serie TV, un episodio (1958)
- The Jack Benny Program – serie TV, 2 episodi (1957-1958)
- Climax! – serie TV, episodio 4x32 (1958)
- Alcoa Theatre – serie TV, un episodio (1958)
- Goodyear Theatre – serie TV, 2 episodi (1958)
- State Trooper – serie TV, 2 episodi (1958)
- The Lineup – serie TV, 2 episodi (1957-1958)
- I racconti del West (Zane Grey Theater) – serie TV, 2 episodi (1957-1958)
- U.S. Marshal – serie TV, un episodio (1958)
- Beach Patrol – film TV (1959)
- Trackdown – serie TV, un episodio (1959)
- Man with a Camera – serie TV, episodio 1x14 (1959)
- Sugarfoot – serie TV, un episodio (1959)
- Bronco – serie TV, un episodio (1959)
- Tombstone Territory – serie TV, un episodio (1959)
- The Californians – serie TV, un episodio (1959)
- The Rough Riders – serie TV, episodio 1x34 (1959)
- Ricercato vivo o morto (Wanted: Dead or Alive) – serie TV, episodi 1x09-2x09 (1958-1959)
- Bourbon Street Beat – serie TV, episodio 1x05 (1959)
- Tightrope – serie TV, episodio 1x13 (1959)
- Tales of Wells Fargo – serie TV, un episodio (1959)
- Hotel de Paree – serie TV, un episodio (1960)
- Laramie – serie TV, un episodio (1960)
- Furia (Fury) – serie TV, 2 episodi (1955-1960)
- The Texan – serie TV, episodio 2x26 (1960)
- Men Into Space – serie TV, 3 episodi (1959-1960)
- Richard Diamond (Richard Diamond, Private Detective) – serie TV, 6 episodi (1958-1960)
- General Electric Theater – serie TV, 2 episodi (1956-1961)
- The Aquanauts – serie TV, episodio 1x17 (1961)
- Surfside 6 – serie TV, episodio 1x23 (1961)
- Thriller – serie TV, episodio 1x24 (1961)
- Gli intoccabili (The Untouchables) – serie TV, 3 episodi (1961)
- Lawman – serie TV, un episodio (1961)
- The Case of the Dangerous Robin – serie TV, un episodio (1961)
- Avventure in fondo al mare (Sea Hunt) – serie TV, 8 episodi (1958-1961)
- Fred Astaire (Alcoa Premiere) – serie TV, episodio 1x01 (1961)
- King of Diamonds – serie TV, un episodio (1961)
- Ripcord – serie TV, episodio 2x12 (1962)
- Scacco matto (Checkmate) – serie TV, episodio 2x13 (1962)
- The Tall Man – serie TV, un episodio (1962)
- Gli uomini della prateria (Rawhide) – serie TV, 3 episodi (1959-1962)
- The Gertrude Berg Show – serie TV, un episodio (1962)
- Lassie – serie TV, un episodio (1962)
- Ci pensa Beaver (Leave It to Beaver) – serie TV, un episodio (1962)
- Kraft Mystery Theater – serie TV, un episodio (1962)
- Dakota (The Dakotas) – serie TV, episodio 1x09 (1963)
- Hawaiian Eye – serie TV, 3 episodi (1961-1963)
- Indirizzo permanente (77 Sunset Strip) – serie TV, 2 episodi (1958-1963)
- L'ora di Hitchcock (The Alfred Hitchcock Hour) – serie TV, un episodio (1963)
- The Lloyd Bridges Show – serie TV, un episodio (1963)
- Carovane verso il west (Wagon Train) – serie TV, 4 episodi (1959-1963)
- Sotto accusa (Arrest and Trial) – serie TV, episodio 1x03 (1963)
- Perry Mason – serie TV, 3 episodi (1960-1963)
- La legge del Far West (Temple Houston) – serie TV, episodio 1x10 (1963)
- Io e i miei tre figli (My Three Sons) – serie TV, episodio 4x12 (1963)
- The Lieutenant – serie TV, episodio 1x22 (1964)
- The Beverly Hillbillies – serie TV, un episodio (1964)
- Branded – serie TV, episodio 1x04 (1965)
- Wendy and Me – serie TV, un episodio (1965)
- I mostri (The Munsters) – serie TV, un episodio (1965)
- Slattery's People – serie TV, 2 episodi (1965)
- Cavaliere solitario (The Loner) – serie TV, un episodio (1965)
- Polvere di stelle (Bob Hope Presents the Chrysler Theatre) – serie TV, un episodio (1965)
- Daniel Boone – serie TV, un episodio (1966)
- Petticoat Junction – serie TV, un episodio (1966)
- The Monroes – serie TV, un episodio (1966)
- Kronos - Sfida al passato (The Time Tunnel) – serie TV, episodio 1x11 (1966)
- Il fuggiasco (The Fugitive) – serie TV, un episodio (1967)
- Il virginiano (The Virginian) – serie TV, 4 episodi (1963-1967)
- Il Calabrone Verde (The Green Hornet) – serie TV, un episodio (1967)
- Gli invasori (The Invaders) – serie TV, un episodio (1967)
- Iron Horse – serie TV, 2 episodi (1967)
- The Christophers – serie TV, un episodio (1967)
- Disneyland – serie TV, 6 episodi (1959-1968)
- Bonanza – serie TV, 4 episodi (1961-1968)
- Get Smart – serie TV, un episodio (1968)
- Squadra speciale anticrimine (The Felony Squad) – serie TV, episodio 3x17 (1969)
- Al banco della difesa (Judd for the Defense) – serie TV, un episodio (1969)
- Death Valley Days – serie TV, un episodio (1969)
- Mod Squad, i ragazzi di Greer (The Mod Squad) – serie TV, 2 episodi (1969-1970)
- Giovani avvocati (The Young Lawyers) – serie TV, episodio 1x03 (1970)
- San Francisco International Airport – serie TV, 2 episodi (1970)
- Vanished – film TV (1971)
- The D.A. – serie TV, un episodio (1971)
- Ironside – serie TV, 3 episodi (1968-1971)
- Adam-12 – serie TV, 2 episodi (1970-1971)
- O'Hara, U.S. Treasury – serie TV, un episodio (1971)
- Mannix – serie TV, 3 episodi (1970-1972)
- Missione Impossibile (Mission: Impossible) – serie TV, 4 episodi (1968-1972)
- F.B.I. (The F.B.I.) – serie TV, un episodio (1972)
- Chase – serie TV, un episodio (1973)
- Cannon – serie TV, un episodio (1974)
- The Space-Watch Murders – film TV (1975)
- Switch – serie TV, un episodio (1975)
- Washington: Behind Closed Doors – miniserie TV, un episodio (1977)